# Landkreis Vilsbiburg
Der bis 1972 bestehende Landkreis Vilsbiburg lag im bayerischen Regierungsbezirk Niederbayern. Sein ehemaliges Gebiet gehört heute größtenteils zum Landkreis Landshut.

## Geographie

### Wichtige Orte
Die einwohnerstärksten Orte waren Vilsbiburg, Velden, Geisenhausen und Frontenhausen.

### Nachbarkreise
Der Landkreis grenzte 1972 im Uhrzeigersinn im Nordwesten beginnend an die Landkreise Landshut, Dingolfing, Eggenfelden, Mühldorf am Inn und Erding.

## Geschichte

### Landgericht
Seit 1411 war Geisenhausen Sitz eines herzoglichen Pflegamts, welches 1760 nach Vilsbiburg verlegt wurde. Die Bezeichnung lautete zu dieser Zeit Pfleg- oder auch Landgericht Vilsbiburg. Es gehörte zum Rentamt Landshut des Kurfürstentums Bayern. 
1803 wurde im Zuge der Verwaltungsneugliederung Bayerns das Landgericht Vilsbiburg errichtet. Dieses wurde nach der Gründung des Königreichs Bayern dem Isarkreis zugeschlagen.
1838 musste das Landgericht Vilsbiburg im Verlauf einer weiteren Verwaltungsreform einige Gemeinden an das neu errichtete Landgericht Dingolfing abgeben. Der Landgerichtsbezirk wurde als Folge dieser Reform dem Unterdonaukreis unterstellt. Im selben Jahr wurde der in Kreis Niederbayern umbenannt aus dem der gleichnamige Regierungsbezirk hervorging.
Landrichter
- 1803–1806: Ignatz von Predl
- 1806–1808: Nepomuk Freiherr von Pechmann
- 1809–1848: Moritz Karl Anton Bram
- 1849–1862: Eduard Schöninger

### Bezirksamt
Das Bezirksamt Vilsbiburg folgte im Jahr 1862 dem flächengleichen Landgericht älterer Ordnung Vilsbiburg.

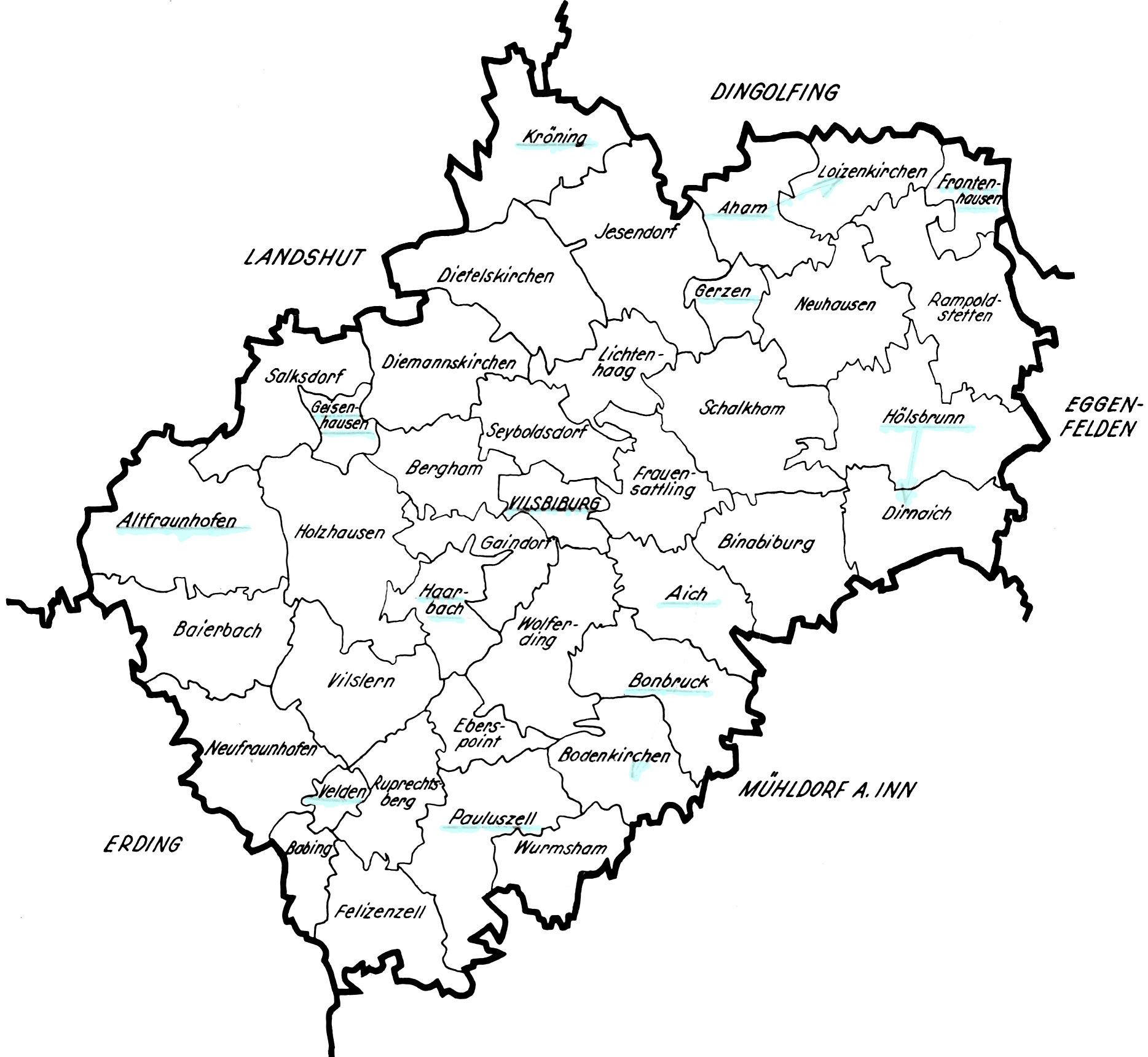
Landkreis Vilsbiburg, Gemeindegrenzenkarte von 1961

Bezirksamtmann
- Max Joseph Bauer (1862–1875)
- Philipp Eschenbach (1875–1879)
- Franz Xaver Ulrich (1879–)
- Miller (1897 ?)
- Benedikt Selmaier (1904–1919)

Bezirksoberamtmann (ab 1919)
- Grosch (1930 ?)
- Edgar Kihn (-1938)
- Josef Oberwallner (1938–1939)

### Landkreis
Am 1. Januar 1939 wurde die reichseinheitliche Bezeichnung Landkreis eingeführt. So wurde aus dem Bezirksamt der Landkreis Vilsbiburg.
Im Zuge der Gebietsreform in Bayern wurde am 1. Juli 1972 der Landkreis Vilsbiburg aufgelöst:
- Die Gemeinden Frontenhausen und Rampoldstetten kamen zum Landkreis Dingolfing-Landau.
- Der Südteil der Gemeinde Felizenzell wurde der Gemeinde Buchbach im Landkreis Mühldorf angegliedert, der Nordteil kam an die Gemeinde Velden (Vils).
- Die Gemeinden Dirnaich und Hölsbrunn kamen zum Landkreis Rottal-Inn.
- Alle übrigen Gemeinden wurden dem Landkreis Landshut zugeordnet.[3][4]

## Landräte
- Josef Oberwallner (1939–1945)
- Ernst Wiedemann (1. Juli 1948 – 30. April 1952)[5]
- Gregor Hartl (1. Mai 1952 – 30. April 1970)
- Hans Geiselbrechtinger (1. Mai 1970 – 30. Juni 1972)

## Einwohnerentwicklung
| Jahr | Einwohner | Quelle |
| ---- | --------- | ------ |
| 1864 | 25.428    | [ 6 ]  |
| 1885 | 29.000    | [ 7 ]  |
| 1900 | 30.115    | [ 8 ]  |
| 1910 | 32.335    | [ 8 ]  |
| 1925 | 32.492    | [ 9 ]  |
| 1939 | 31.816    | [ 10 ] |
| 1950 | 45.531    | [ 11 ] |
| 1960 | 36.900    | [ 12 ] |
| 1971 | 37.700    | [ 13 ] |

## Gemeinden
Vor dem Beginn der bayerischen Gebietsreform umfasste der Landkreis Vilsbiburg in den 1960er Jahren 39 Gemeinden:
- Aham
- Aich, heute zu Bodenkirchen
- Altfraunhofen
- Babing, heute zu Velden
- Baierbach
- Bergham, heute zu Geisenhausen
- Binabiburg, heute zu Bodenkirchen
- Bodenkirchen
- Bonbruck, heute zu Bodenkirchen
- Diemannskirchen, heute zu Geisenhausen
- Dietelskirchen, heute zu Kröning
- Dirnaich, heute zu Gangkofen
- Eberspoint, heute zu Velden
- Felizenzell, heute zu Buchbach
- Frauensattling, heute zu Vilsbiburg
- Frontenhausen (Markt)
- Gaindorf, heute zu Vilsbiburg
- Geisenhausen (Markt)
- Gerzen
- Haarbach, heute zu Vilsbiburg
- Hölsbrunn, heute zu Gangkofen
- Holzhausen, heute zu Geisenhausen
- Jesendorf, heute zu Kröning
- Kröning
- Lichtenhaag, heute zu Gerzen
- Loizenkirchen, heute zu Aham
- Neufraunhofen
- Neuhausen, heute zu Aham
- Pauluszell, heute zu Wurmsham
- Rampoldstetten, heute zu Frontenhausen
- Ruprechtsberg, heute zu Velden
- Salksdorf, heute zu Geisenhausen
- Schalkham
- Seyboldsdorf, heute zu Vilsbiburg
- Velden (Markt)
- Vilsbiburg (Stadt)
- Vilslern, heute zu Velden
- Wolferding, heute zu Vilsbiburg
- Wurmsham

## Kfz-Kennzeichen
Am 1. Juli 1956 wurde dem Landkreis bei der Einführung der bis heute gültigen Kfz-Kennzeichen das Unterscheidungszeichen VIB zugewiesen. Es wurde bis zum 30. April 1973 ausgegeben. Aufgrund der Kennzeichenliberalisierung ist es seit dem 10. Juli 2013 wieder im Landkreis Rottal-Inn, seit dem 25. Juli 2014 im Landkreis Landshut und seit dem 2. Januar 2019 im Landkreis Mühldorf am Inn erhältlich.